# Universiteit van Matanzas
De universiteit van Matanzas "Camilo Cienfuegos" (Spaans: Universidad de Matanzas "Camilo Cienfuegos", UM) is een universiteit in de stad Matanzas in Cuba. Ze is opgericht in 1972. 
Ze heeft anno 2020 een samenwerkingsverband met met het Polytechnic College Suriname in Suriname.

## Faculteiten
De universiteit kent de volgende zes faculteiten: 
- Faculteit van Landbouw
- Faculteit van Sociale Wetenschappen en Geesteswetenschappen
- Faculteit Lichamelijke Opvoeding
- Faculteit Ingenieurswetenschappen en Economie
- Faculteit Informatica
- Faculteit Scheikunde en Mechanica